# Mare de Déu del Bonaire

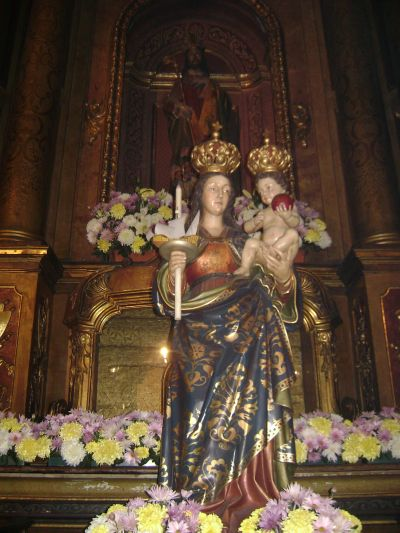
Santa Maria de Bonaria a Cagliari.

La Mare de Déu del Bonaire és una de les advocacions marianes de la Benaventurada Verge Maria. Es coneix també com Nostra signora di Bonaria. En sa commemoració s'ha establert la festa de la verge de Bonaire, el dia 25 de març.

## Història
Del santuari de Bonaria, situat al cim del turó del mateix nom, que domina sobre la ciutat de Càller, encara avui en tenen cura els religiosos de l'Orde de la Mercè, que fou fundat a Barcelona per sant Pere Nolasc l'any 1218. La seva història està molt vinculada a la història religiosa de Catalunya, i més concretament de Barcelona. El temple és el primer i principal exemple de l'arquitectura del gòtic català a Sardenya.
Sardenya, dominada en aquella època per pisans i genovesos, passà sota el domini català per decisió del papa Bonifaci VIII.
El 1323 les tropes de Jaume el Just van desembarcar en un punt aleshores proper a Càller, conegut com el Turó del Bon Aire i van conquerir l'illa.
Com a signe d'agraïment a Déu, van construir en aquell indret una església, que el rei donà a l'Orde de la Mercè. El beat fra Carlo Catalano, un noble de Càller que havia vingut a Barcelona per fer diverses gestions i que aquí ingressà a l'Orde Mercedari, fou el fundador del convent de la Mercè, tocant al temple. Ell va profetitzar que un fet prodigiós es produiria a la costa de la gran illa després de la seva mort.
Segons la tradició, aquesta profecia es va complir el 25 de març de 1370, quan una nau que venia de Barcelona fou sorpresa per una gran tempesta. Els mariners, en aquella circumstància, varen decidir tirar al mar tota la càrrega, entre la qual hi havia una caixa pesada, que contenia una imatge de la Mercé encarregada per fra catalano.
Tan bon punt la caixa fou llençada al mar, la tempesta es va aplacar. La caixa arribà al cap d'un temps a Càller, precisament sota el turó de Bonaria. Els frares mercedaris del convent, quan l'obriren, hi trobaren una bella imatge de la Mare de Déu, feta amb fusta de garrofer, que té en un braç l'infant Jesús i a l'altra mà un ciri encès.
La devoció a la miraculosa imatge es va difondre ràpidament per tot Sardenya (Itàlia), especialment entre els mariners, que la van convertir en la seva advocada i protectora. A l'illa de Sardenya es venera com a patrona insular, de fet és una representació de la Verge de la Candelaria de Canàries tot i tenir diferent advocació.
De Sardenya aquesta devoció passà a Sevilla, on es venera una imatge amb aquest títol al Palau de Sant Telm i també hi ha una altra imatge a l'església parroquial de Sant Bernat. I, arribada a Amèrica, es diu que aquesta advocació va donar nom a la capital de l'Argentina, Buenos Aires.